# Mark Rutte
Mark Rutte (n. 14 februarie 1967, Haga, Olanda de Sud, Țările de Jos) este un om politic, fost prim-ministru al Țărilor de Jos, în perioada 14 octombrie 2010 - 2 iulie 2024. și președinte al Partidului Popular pentru Libertate și Democrație (VVD) din anul 2006 până în 2023. Din 1 octombrie 2024, Rutte ocupă funcția de Secretar General al NATO

## Biografie
După o carieră de afaceri pentru Unilever, Rutte a intrat în politică în 2002 ca membru al cabinetelor lui Jan Peter Balkenende. Rutte a câștigat alegerile pentru conducerea VVD din 2006 și a condus mai întâi partidul spre victoria sa în alegerile generale din 2010. După lungi negocieri de coaliție, a devenit prim-ministru al Țărilor de Jos. A fost primul liberal care a fost numit prim-ministru în Țările de Jos în 92 de ani.
Un impas în negocierile bugetare a dus la prăbușirea timpurie a guvernului său în aprilie 2012, dar victoria VVD la alegerile ulterioare i-a permis lui Rutte să revină ca prim-ministru pentru a conduce o coaliție între VVD și Partidul Muncii (PvdA), care a devenit primul cabinet cu un mandat complet de patru ani din 1998. Deși VVD a pierdut locuri în parlament la alegerile generale din 2017, a rămas cel mai mare partid. După o perioadă record de negocieri, Rutte a fost numit să conducă o nouă coaliție între VVD, Apelul Creștin Democrat (CDA), Democrats 66 (D66) și Christian Union (CU).
Deși Rutte și cabinetul său au demisionat ca răspuns la scandalul olandez privind beneficiile pentru îngrijirea copilului,   VVD a câștigat alegerile generale din 2021.  Rutte și-a început al patrulea mandat în 2022, după o altă perioadă de alcătuire record a guvernului. La 7 iulie 2023, el a anunțat demisia guvernului său, după ce coaliția sa nu a reușit să cadă de acord cu privire la modul de gestionare a migrației în creștere.  Guvernul său va prelua un rol interimar până la instalarea următorului cabinet după alegerile din toamna anului 2023. Datorită capacității sale de a ieși din scandaluri politice cu reputația sa nedeteriorată, Rutte a fost numit „Mark de teflon”.